# 고전에 대한 기독교인의 관점
고전에 대한 기독교인의 관점(Christian views on the classics)은 역사속에서 다양하게 나타난다. 초기 사도 바울, 터툴리안, 어거스틴 등 많은 기독교 학자들이 직간접적으로 헬라와 로마 문학과 철학, 그리고 수사학에 영향을 받았기 때문에 그들의 관점은 기독교 신학의 발전에 방법론적 도움을 받았다. 호라티우스, 베르길리우스와 사람들의 영향도 있었다.  물론 터툴리안의 경우 아테네 철학에 대한 강한 반발이 있었음에도 불구하고 대부분의 기독교인들은 고전에 대한 건설적인 사용을 통하여 기독교 신학과 기독교인들의 삶을 설명하였다. 이런 영향속에서  아르노비우스, 락탄티우스,  카시안우스(Cassianus)와 같은 기독교 고전 학자도 배출되었다.